# Nanna fasciata
Nanna fasciata är en tvåvingeart som först beskrevs av Johann Wilhelm Meigen 1826.  Nanna fasciata ingår i släktet Nanna och familjen kolvflugor. Arten är reproducerande i Sverige. Inga underarter finns listade i Catalogue of Life.